# Summitul NATO de la Bruxelles din 1994
Summitul NATO de la Bruxelles din 1994 a fost cel de-al XIII-lea summit al NATO ce a avut loc la Bruxelles, Regatul Belgiei, pe 10-11 ianuarie 1994. În cadrul summitului a fost înființat propgramul Parteneriatului pentru Pace și a fost stabilită necesitatea formării unei identități europene de securitate și apărare.